# 水戸自動車大学校
水戸自動車大学校（みとじどうしゃだいがっこう）とは、茨城県水戸市にある自動車に関する専修学校。学校法人八文字学園が運営。1999年、水戸電子専門学校に「自動車整備学科」を増設後、2001年に、『水戸自動車整備専門学校』として分離し開校。

## 沿革
- 1956年 茨城県知事の認可を受ける。
- 1960年 校名を水戸高等経理学校に改称。
- 1975年 校名を専門学校水戸高等経理学校に改称。
- 1982年 校名を水戸経理専門学校に改称。
- 1983年 水戸経理専門学校に、コンピュータコースを設置。
- 1986年 「コンピュータコース」分離独立し、水戸電子専門学校を開校。
- 1999年 水戸電子専門学校に「自動車整備学科」を増設。
- 2001年 水戸自動車整備専門学校として分離し開校。

## 所在地
茨城県水戸市浜田2-14-22

## 設置学科
- 工業専門課程 
  - 1級自動車整備学科（昼間4年）
  - 車体整備学科（昼間3年）
  - 自動車整備学科（昼間2年）